# چاه علی (نیک‌شهر)
چاه علی ، روستایی در دهستان چاهان بخش مرکزی شهرستان نیک‌شهر در استان سیستان و بلوچستان ایران است.

## جمعیت
جمعیت این روستا براساس سرشماری عمومی نفوس و مسکن در سال ۱۳۹۵، ۸۱۲ نفر ( ۲۰۵ خانوار ) بوده است.